# Lisa D. Cook
Lisa DeNell Cook, född 1964 i Milledgeville i Georgia, är en amerikansk nationalekonom, forskare, professor och statstjänsteman.
Lisa D. Cook är ledamot i styrelsen för USA:s centralbankssystem Federal Reserve System sedan den 23 maj 2022 efter att hon utnämndes till det av USA:s 46:e president Joe Biden (D).

## Biografi
Lisa D. Cook avlade kandidatexamen i filosofi vid Spelman College; kandidatexamen i filosofi, offentlig förvaltning och nationalekonomi vid Oxfords universitet samt en filosofie doktor i nationalekonomi vid University of California, Berkeley.
Cook har tidigare varit bland annat nationell fellow vid Stanford University; ställföreträdande chef för Africa Research at the Center for International Development vid Harvard University; ingått i fakulteten vid Harvards John F. Kennedy School of Government; forskare vid National Bureau of Economic Research; professor i nationalekonomi och internationella relationer vid Michigan State University samt ledamot i styrelsen för den regionala centralbanken Federal Reserve Bank of Chicago. Hon har även varit senior rådgivare för finans och ekonomisk utveckling för Office of International Affairs vid USA:s finansdepartement och senior nationalekonom vid Council of Economic Advisers (CEA).